# Radoma
Radoma é um município da Eslováquia, situado no distrito de Svidník, na região de Prešov. Tem 10,91 km² de área e sua população em 2018 foi estimada em 429 habitantes.

## Demografia
| Ano:        | 1994 | 2004   | 2014   | 2024   |
| ----------- | ---- | ------ | ------ | ------ |
| Broj ljudi: | 426  | 439    | 435    | 425    |
| Razlika:    |      | +3,05% | -0,91% | -2,29% |

| Ano:               | 2023 | 2024   |
| ------------------ | ---- | ------ |
| Número de pessoas: | 422  | 425    |
| Diferença:         |      | +0,71% |